# Florian Kling
Florian Kling (* 13. Dezember 1986 in Calw) ist ein deutscher Offizier und Politiker (SPD). Der Hauptmann der Reserve war bis 2019 Vorsitzender des Darmstädter Signals und ist seit 2019 Oberbürgermeister von Calw.

## Leben
Nach dem Abitur am Maria-von-Linden-Gymnasium in Calw-Stammheim 2006 trat Kling als Soldat auf Zeit in die Bundeswehr ein und absolvierte an der Universität der Bundeswehr München ein Studium der Staats- und Sozialwissenschaften, das er als Master of Arts abschloss. Danach war er in verschiedenen Verwendungen tätig, u. a. im niederländischen NATO-Hauptquartier als leitender IT-Manager, Zugführer und Kompaniechef sowie später als Presseoffizier. 2018 schied er aus dem aktiven Dienst aus und wurde bei CGI IT-Berater für die Digitalisierung von Behörden und öffentlichen Verwaltungen. Daneben war er zivilgesellschaftlich aktiv, so z. B. beim Darmstädter Signal. Obwohl SPD-Mitglied, trat Kling als unabhängiger Kandidat zur Wahl an und wurde im Oktober 2019 zum Oberbürgermeister von Calw gewählt.
Kling ist evangelisch und verheiratet.